# 圣朱丽叶
圣朱丽叶（法語：Sainte-Juliette，法語發音：[sɛ̃t ʒyljɛt]）是法国奥克西塔尼大区塔恩-加龙省的一个市镇，属于卡斯泰尔萨拉桑区。

## 地理
圣朱丽叶（44°17'11"N, 1°10'10"E）面积7.3 平方千米，位于法国奧克西塔尼大區塔恩-加龙省，该省份为法国西南部内陆省份，北起顺时针与洛特省、阿韦龙省、塔恩省、上加龙省、热尔省和洛特-加龙省接壤。
与圣朱丽叶接壤的市镇（或旧市镇、城区）包括：蒙洛赞、凯尔西地区布洛克、洛泽特、特雷茹勒、白色凯尔西地区蒙屈克。

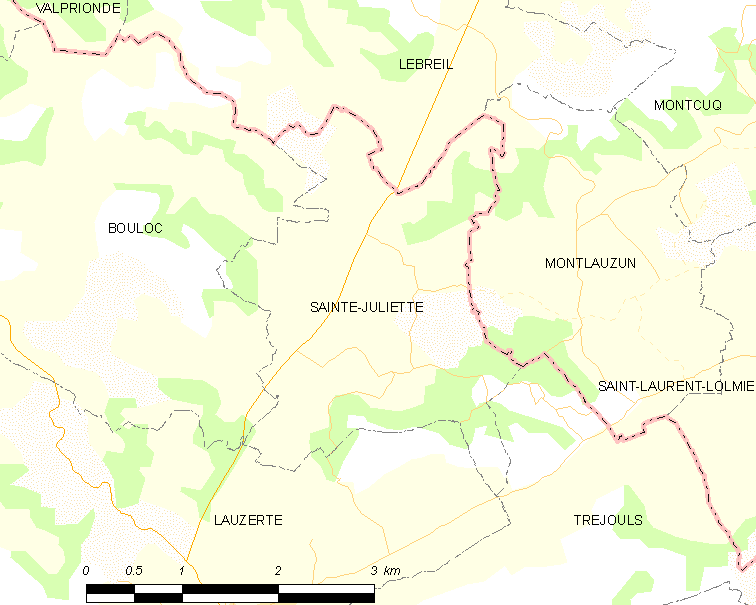
圣朱丽叶的OSM定位图

圣朱丽叶的时区为UTC+01:00、UTC+02:00（夏令时）。

## 行政
圣朱丽叶的邮政编码为82110，INSEE市镇编码为82164。

## 政治
圣朱丽叶所属的省级选区为塞尔地区-南凯尔西县。

## 人口

1962-2008年间圣朱丽叶人口变化图示

圣朱丽叶于2022年1月1日时的人口数量为126人。